# Chatham Wheels
Die Chatham Wheels waren eine kanadische Eishockeymannschaft aus Chatham-Kent, Ontario. Das Team spielte von 1992 bis 1994 in der Colonial Hockey League.

## Geschichte
Die Chatham Wheels wurden 1992 als Franchise der Colonial Hockey League gegründet. Nachdem sie in ihrer Premieren-Spielzeit die Playoffs als Siebter noch verpasst hatten, erreichten sie im folgenden Jahr das Playoff-Finale, in dem sie den Thunder Bay Senators deutlich mit 1:4 Siegen in der Best-of-Seven-Serie unterlagen. Zuvor hatte sich Chatham gegen die St. Thomas Wildcats und Flint Generals durchgesetzt.
Im Anschluss an die Saison 1993/94 wurde das Franchise nach Saginaw, Michigan, umgesiedelt, wo es anschließend unter dem Namen Saginaw Wheels am Spielbetrieb der Liga teilnahm.

## Saisonstatistik
Abkürzungen: GP = Spiele, W = Siege, L = Niederlagen, T = Unentschieden, OTL = Niederlagen nach Overtime SOL = Niederlagen nach Shootout, Pts = Punkte, GF = Erzielte Tore, GA = Gegentore, PIM = Strafminuten
| Saison  | GP | W  | L  | T | OTL | SOL | Pts | GF  | GA  | Platz     | Playoffs             |
| 1992/93 | 60 | 21 | 35 | 4 | —   | —   | 46  | 260 | 344 | 7., CoHL  | nicht qualifiziert   |
| 1993/94 | 64 | 39 | 18 | 7 | —   | —   | 85  | 336 | 281 | 1., CoHLW | Niederlage im Finale |

## Team-Rekorde

### Karriererekorde
Spiele: 115  Jim Ritchie
Tore: 59  Jim Ritchie
Assists: 83  Jim Ritchie
Punkte: 142  Jim Ritchie
Strafminuten: 296  Sasha Lakovic